# د هندسام فمیلی
د هندسام فمیلی (انگلیسی: The Handsome Family؛ ترجمه به فارسی: خانواده خوش‌تیپ) نام یک گروه موسیقی آمریکایی شکل گرفته در شهر شیکاگو، ایالت ایلی‌نوی است که در حال حاضر در شهر البوکرکی در ایالت نیومکزیکو مستقر هستند.
این گروه موسیقی ۲۲ سال پیش، توسط زوجی به نام‌های برت اسپارکس و رنی اسپارکس تأسیس شد. رنی عمدتاً ترانه‌سرا بوده و برت آهنگسازی را انجام می‌دهد. البته در بسیاری موارد، خصوصاً در اجراهای زنده از کمک آهنگ‌سازان مهمان نیز استفاده می‌شود.

## پیوند
- وبگاه رسمی